# Las Vegas Sands
Las Vegas Sands Corp. (NYSE LVS) és una empresa de complexos turístics integrals (resorts) amb seu a Paradise (Nevada). La companyia és un dels principals desenvolupadors mundials de propietats de destinació turística. Els seus centres tenen allotjaments de gamma alta, jocs i entreteniment, convencions i exposicions, restaurants amb xefs famosos i clubs, així com un museu d'art i ciència a Singapur.
Compta amb diversos centres turístics als Estats Units i Àsia. Entre les seves propietats als Estats Units hi ha el resort de luxe Five-Diamond a l'Strip de las Vegas: el Venetian i el Palazzo. També als Estats Units tenen Sands Casino Resort Bethlehem, a Bethlehem (Pennsilvània).
A Àsia, el Marina Bay Sands ubicat a Singapur és la recent empredoria de la companyia. A través de la seva filial amb participació majoritària Sands China Ltd, la companyia té diverses propietats a Macau, incloent The Venetian Macao, The Plaza Macao, Four Seasons Hotel Macao i Four Seasons-branded a Sands Cotai Central development, així com Sands Macao a la península de Macau. La companyia està construint un complex de 6.400 habitacions al Sands Cotai Central, que comptarà amb un Sheraton, St. Regis, Holiday Inn, i les marques d'hotel Intercontinental.
Las Vegas Sands està implicat en nombroses activitats caritatives a través de la seva branca benèfica, la fundació Sands. La companyia també té un programa de medi ambient: Sands Eco 360°.
Actualment l'empresa promou la construcció d'un resort integral a Europa, localitzat a l'àrea metropolitana de Madrid. Hi havia hagut contactes per establir aquest resort a Grècia o Itàlia.